# Paphos
Paphos (/ˈpæfɒs/ (tiếng Hy Lạp: Πάφος [ˈpafos]; tiếng Thổ Nhĩ Kỳ: Baf) là một thành phố ven biển ở phía tây nam Cộng hòa Síp và là thủ phủ của huyện Paphos. Trong thời cổ đại Hy-La, có hai địa điểm được gọi là Paphos là Paphos cổ ngày nay được gọi là Kouklia và Paphos mới.
Thành phố Paphos hiện đại ngày nay nằm bên bờ biển Địa Trung Hải, cách  50 km (30 mi) về phía tây của thành phố cảng Limassol, cả hai nối với nhau bằng Đường cao tốc A6. Sân bay quốc tế Paphos là sân bay lớn thứ hai của đất nước. Thanh phố có khí hậu cận nhiệt đới - Địa Trung Hải, với nền nhiệt độ ôn hòa nhất tại đảo Síp.
Vào năm 1980, Paphos được UNESCO công nhận là di sản thế giới vì kiến trúc cổ, trang trí khảm và tầm quan trọng tôn giáo cổ xưa. Thành phố cùng với Aarhus của Đan Mạch được chọn làm Thủ đô Văn hóa châu Âu năm 2017.

## Lịch sử

### Thần thoại
Trong thần thoại hình thành, ên của thị trấn được gắn với nữ thần Aphrodite, vì Paphos là con (hoặc, theo Ovidius, con gái) của Pygmalion với hình tượng là người sùng kính Aphrodite nên đã được nữ thần ban cho bức tượng nữ thần có màu trắng sữa Galatea.
Tác giả của Bibliotheca đưa ra bản gia phả. Pygmalion sùng bái thần Aphrodite đến nỗi ông mang bức tượng về cung điện của mình và giữ nó trên đi văng. Nữ thần sau đó nhập vào bức tượng Galatea và có mang với Pygmalion một đứa con trai tên là Paphos, và một đứa con gái tên là Metharme. Cinyras đã tranh luận về việc con trai của Paphos hay người cầu hôn Metharme đã thành lập thành phố dưới sự bảo trợ của Aphrodite và xây dựng ngôi đền vĩ đại cho nữ thần ở đó. Theo một truyền thuyết khác được lưu giữ bởi Strabo thì nó được thành lập bởi những chiến binh Amazon.

### Paphos cổ
Paphos cổ (Palaepaphos) ngày nay được gọi là Kouklia (tiếng Hy Lạp: Κούκλια; tiếng Thổ Nhĩ Kỳ: Kukla or Konuklia; tiếng Pháp: Covocle) (Engel, Kypros, vol. i. p. 125), nằm trên một ngọn đồi ở phía đông của thành phố hiện đại. Nó có một con đường kéo dài vài dặm ra biển, cách mỏm Zephyrium và cửa lạch Bocarus không xa.
Quá trình khai quật cho thấy Paphos cổ đã có người sinh sống từ thời đại đồ đá mới. Đó là một trung tâm sùng bái thần Aphrodite. Nơi sinh thần thoại của Aphrodite là trên đảo. Thần thoại sáng lập đan xen với nữ thần đến nỗi khiến Paphos cổ trở thành nơi nổi tiếng nhất và quan trọng về việc thờ phụng Aphrodite trong thế giới cổ đại. Tên Hy Lạp của hai vị vua cổ đại, Etevandros và Akestor được chứng thực trong các âm tiết khắc trên các đồ vật có niên đại thế kỷ 7 TCN được tìm thấy ở Kourion.

## Khí hậu
Paphos được phân loại khí hậu bán khô hạn cận nhiệt đới với mùa hè khô nóng và mùa đông dễ chịu, ít mưa. Lượng mưa lớn nhất xảy ra từ tháng 11 đến giữa tháng 3, trong khi hầu như không bao giờ mưa vào mùa hè, với mức trung bình dưới 0,3 milimét hay 0,012 inch trong tháng 7 và 8. Tuy nhiên, trong những tháng không mưa này, độ ẩm vẫn lên tới 85%.
Tuyết hiếm khi rơi, với khoảng 10 năm một lần và thường không gây ra bất cứ sự gián đoạn nào. Nó xảy ra gần như hàng năm ở các ngọn đồi của Tsada nằm cách 6 km (4 dặm) về phía bắc. Trận tuyết rơi đáng kể gần đây nhất ở trung tâm thành phố xảy ra vào mùa đông năm 2001.
Các đợt nắng nóng vào tháng 7 và tháng 8 tương đối phổ biến, khi các khối khí nóng từ sa mạc Sahara tràn sang đảo Síp khiến nhiệt độ tăng cao. Síp đã trải qua các điều kiện giống như hạn hán và xu hướng nóng lên toàn cầu hiện nay có thể làm tăng mức độ nghiêm trọng của những hiện tượng thời tiết cực đoan như này. Vào mùa hè năm 2008, Síp phải vận chuyển nước bằng tàu chở dầu từ Hy Lạp để đáp ứng nhu cầu sử dụng trên đảo. Kể từ đó, tình trạng thiếu nước sạch đã giảm bớt do những trận mưa có lượng mưa tương đối lớn vào mùa đông.
| Dữ liệu khí hậu của Paphos (1991–2005)   | Dữ liệu khí hậu của Paphos (1991–2005) | Dữ liệu khí hậu của Paphos (1991–2005) | Dữ liệu khí hậu của Paphos (1991–2005) | Dữ liệu khí hậu của Paphos (1991–2005) | Dữ liệu khí hậu của Paphos (1991–2005) | Dữ liệu khí hậu của Paphos (1991–2005) | Dữ liệu khí hậu của Paphos (1991–2005) | Dữ liệu khí hậu của Paphos (1991–2005) | Dữ liệu khí hậu của Paphos (1991–2005) | Dữ liệu khí hậu của Paphos (1991–2005) | Dữ liệu khí hậu của Paphos (1991–2005) | Dữ liệu khí hậu của Paphos (1991–2005) | Dữ liệu khí hậu của Paphos (1991–2005) |
| Tháng                                    | 1                                      | 2                                      | 3                                      | 4                                      | 5                                      | 6                                      | 7                                      | 8                                      | 9                                      | 10                                     | 11                                     | 12                                     | Năm                                    |
| ---------------------------------------- | -------------------------------------- | -------------------------------------- | -------------------------------------- | -------------------------------------- | -------------------------------------- | -------------------------------------- | -------------------------------------- | -------------------------------------- | -------------------------------------- | -------------------------------------- | -------------------------------------- | -------------------------------------- | -------------------------------------- |
| Cao kỉ lục °C (°F)                       | 24.0 (75.2)                            | 26.0 (78.8)                            | 30.4 (86.7)                            | 32.8 (91.0)                            | 34.7 (94.5)                            | 37.0 (98.6)                            | 38.2 (100.8)                           | 36.6 (97.9)                            | 36.2 (97.2)                            | 34.6 (94.3)                            | 31.5 (88.7)                            | 24.4 (75.9)                            | 38.2 (100.8)                           |
| Trung bình ngày tối đa °C (°F)           | 17.0 (62.6)                            | 16.9 (62.4)                            | 18.5 (65.3)                            | 21.3 (70.3)                            | 24.4 (75.9)                            | 27.7 (81.9)                            | 29.9 (85.8)                            | 30.4 (86.7)                            | 28.8 (83.8)                            | 26.6 (79.9)                            | 22.4 (72.3)                            | 18.6 (65.5)                            | 23.6 (74.5)                            |
| Trung bình ngày °C (°F)                  | 12.5 (54.5)                            | 12.3 (54.1)                            | 13.6 (56.5)                            | 16.3 (61.3)                            | 19.5 (67.1)                            | 22.8 (73.0)                            | 25.2 (77.4)                            | 25.7 (78.3)                            | 23.8 (74.8)                            | 21.5 (70.7)                            | 17.5 (63.5)                            | 14.2 (57.6)                            | 18.7 (65.7)                            |
| Tối thiểu trung bình ngày °C (°F)        | 8.0 (46.4)                             | 7.6 (45.7)                             | 8.7 (47.7)                             | 11.3 (52.3)                            | 14.5 (58.1)                            | 17.8 (64.0)                            | 20.4 (68.7)                            | 21.0 (69.8)                            | 18.8 (65.8)                            | 16.4 (61.5)                            | 12.6 (54.7)                            | 9.7 (49.5)                             | 13.9 (57.0)                            |
| Thấp kỉ lục °C (°F)                      | −1.5 (29.3)                            | −3.6 (25.5)                            | 0.8 (33.4)                             | 1.6 (34.9)                             | 8.5 (47.3)                             | 10.5 (50.9)                            | 15.0 (59.0)                            | 17.0 (62.6)                            | 12.6 (54.7)                            | 9.6 (49.3)                             | 2.8 (37.0)                             | −1.3 (29.7)                            | −3.6 (25.5)                            |
| Lượng Giáng thủy trung bình mm (inches)  | 94.0 (3.70)                            | 69.0 (2.72)                            | 49.0 (1.93)                            | 24.0 (0.94)                            | 10.0 (0.39)                            | 0.7 (0.03)                             | 0.2 (0.01)                             | 0.2 (0.01)                             | 1.7 (0.07)                             | 31.0 (1.22)                            | 52.0 (2.05)                            | 98.0 (3.86)                            | 429.8 (16.92)                          |
| Số ngày giáng thủy trung bình (≥ 0.2 mm) | 12.7                                   | 10.5                                   | 7.8                                    | 5.3                                    | 2.5                                    | 0.4                                    | 0.2                                    | 0.0                                    | 0.7                                    | 3.5                                    | 7.0                                    | 12.0                                   | 62.7                                   |
| Độ ẩm tương đối trung bình (%)           | 61                                     | 60                                     | 61                                     | 63                                     | 68                                     | 71                                     | 71                                     | 71                                     | 65                                     | 60                                     | 57                                     | 61                                     | 64                                     |
| Số giờ nắng trung bình tháng             | 195.3                                  | 206.2                                  | 244.9                                  | 270.0                                  | 344.1                                  | 381.0                                  | 390.6                                  | 365.8                                  | 315.0                                  | 285.2                                  | 225.0                                  | 186.0                                  | 3.409,1                                |
| Số giờ nắng trung bình ngày              | 6.3                                    | 7.3                                    | 7.9                                    | 9.0                                    | 11.1                                   | 12.7                                   | 12.6                                   | 11.8                                   | 10.5                                   | 9.2                                    | 7.5                                    | 6.0                                    | 9.3                                    |
| Nguồn: Meteorological Service (Cyprus)   |                                        |                                        |                                        |                                        |                                        |                                        |                                        |                                        |                                        |                                        |                                        |                                        |                                        |